# 蒸發 (日本)

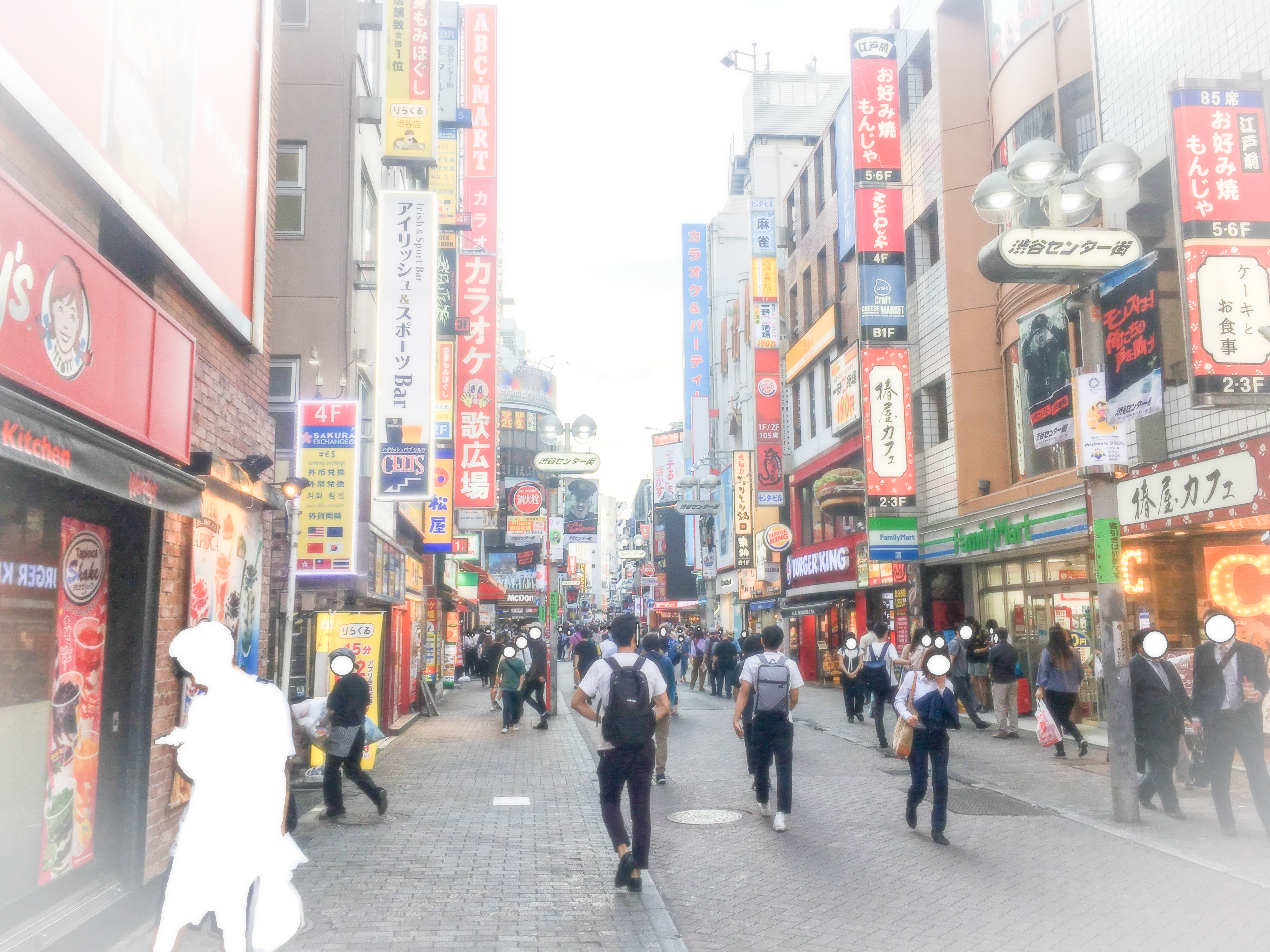
「蒸發」現象被視為個體因生活壓力等因素，從原有的身分、家庭和居住地逃離，隱匿身分。

蒸發（日语：／ Jōhatsu）是指日本的社會現象，即有意從已建立的生活中消失，徹底與過去的身份和關係斷開聯繫的人。儘管這一現象雖然在全球範圍內都有出現，如已開發國家等地，但在日本尤為突出。

## 背景
「蒸發」一詞最早出現在1960年代，原本用來描述選擇逃避不幸婚姻而未透過正式離婚程序解決問題的人。進入1990年代的「失去的十年」後，蒸發現象激增，許多上班族因失業或負債累累，導致自殺和蒸發的案例明顯上升。
在日本，「蒸發」這一話題與自殺一樣通常被視為禁忌。估計每年約有10萬人在日本消失，然而此現象可能未被完全統計。2015年，警察廳登記了82,000名失蹤人口，其中80,000人在年內被發現。與此相比，2015年英國接到的失蹤報警電話多達30萬次，儘管英國的總人口僅為日本的一半。此外，日本並未建立失蹤人口的資料庫 。日本的「失蹤人口搜尋支持協會」作為非營利組織，致力於為蒸發者的家庭提供幫助，估計每年有數十萬人失蹤。

## 動機
人們選擇「蒸發」的原因各有不同，可能包括憂鬱、成癮、性行為不端、厭倦人際關係、渴望孤獨等。在某些情況下，蒸發成為逃避家庭暴力、賭博債務、邪教、跟蹤者、雇主或困境中的家庭狀況的一種方式。此外，失業、離婚或考試失利所帶來的恥辱感，也可能促使一些人選擇「蒸發」。在某些情況下，「蒸發」被視為人生「重新開始」的方式。透過消失，個體可以拋棄原有的住所、工作、家庭，甚至是姓名和外表。
有觀點認為，日本傳統的社會概念與文化觀念，如日本職場文化、家庭和社區支持的缺乏，是「蒸發」現象在日本盛行的主要原因。此外，在日本文化中，辭職往往被視為一種恥辱，這導致了失業、过度积累（例如過勞死）、自殺，甚至選擇「蒸發」等極端後果的產生。「蒸發」現象亦可避免家庭因自殺而產生的高額費用（如債務清償、遺體處理費等額外支出）。
此外，類似的社會壓力也被認為是「家裡蹲」現象以及相對較高自殺率的原因之一。

## 產業
協助蒸發者的灰色地帶商被稱為「夜逃屋」（夜逃げ屋）。，這些商店提供「夜間搬家」服務協助人們人間蒸發，一般來說，夜逃屋的收費範圍通常在50,000日元至300,000日元之間，具體費用根據不同因素有所變化。影響費用的因素包括物品數量、搬遷距離、是否為夜間搬遷、是否有孩子在內，以及客戶是否正在逃避債主等。有時，蒸發者會選擇自行消失，而不依賴夜逃屋的幫助。。 
私家侦探有時會被雇用來尋找蒸發者。蒸發者有時會在柏青哥店和廉價旅館被發現，也有可能已死於自殺。東京的山谷地區曾是成千上萬日工的棲息地，據稱這裡是蒸發者的藏匿之地。大阪市的日雇型勞工聚集地西成區釜崎也被視為許多蒸發者的首選棲息地。這些地區往往是黑幫的根據地，而在日本嚴格的隱私保護法律下，蒸發者往往難以被追蹤。大多數與蒸發者相關的案件屬於民事案件，因此個人資料難以取得。除非發生犯罪或事故，否則警方通常不會介入。

## 媒體
2016年，法國記者莉娜·莫熱（Lena Mauger）於其丈夫史蒂芬·雷梅爾（Stephane Remael）出版《The Vanished: The Evaporated People of Japan in Stories and Photographs》一書。並在該書中追蹤到蒸發者們聚集的貧民窟。
2024年，德國導演安德里亞斯·哈特曼（Andreas Hartmann）與森新太（Arata Mori）合作製作紀錄片《人間蒸發株式會社》，該片採訪了與「蒸發」現象相關的人們以及提供夜逃服務的商家。

## 另見
- 失蹤者
- 《人間蒸發（日语：人間蒸発）》：1967年今村昌平執導的仿紀錄片
- 無緣社會
- 家里蹲
- 跑路
- 孤獨死
- 《夜逃屋本鋪（英语：夜逃げ屋本舗）》

### 來源
1. 1 2  Lufkin, Bryan. . BBC Worklife. 3 September 2020.
2. 1 2 3 4 5  Hincks, Joseph. . Time. 2 May 2017.
3. ↑  . BBC News 中文.   [2025-02-08] （中文（繁體））.
4. 1 2 3 4 5 6  Scull, J. C. . Owlcation. 16 June 2020.
5. ↑  徐婉寧／編譯. . 公視新聞網 PNN. 2023-06-26  [2025-02-08] （中文（繁體））.
6. ↑  Ishido, Satoru. . BuzzFeed. 2017-12-13  [2025-02-08] （日语）.
7. ↑  . The Times of India. 2025-02-03  [2025-02-08]. ISSN 0971-8257.
8. 1 2  . The World from PRX. 2017-04-13  [2025-02-08] （英语）.
9. ↑  翁申霖. . www.businesstoday.com.tw. 2023-04-06  [2025-02-08] （中文（臺灣））.
10. ↑  . 資産形成ゴールドオンライン.   [2025-02-08] （日语）.
11. ↑  Koyama, Written by Goro. . Japan PI. 2023-09-09  [2025-02-08] （日语）.
12. ↑  .   [2023-11-05]. （原始内容存档于2023-11-05）.
13. ↑  Koyama, Written by Goro. . Japan PI. 2017-08-02  [2025-02-08] （日语）.
14. ↑  Fincher, Alison. . Alison Fincher. 2020-07-24  [2025-02-08] （美国英语）.
15. ↑  . Antenna Documentary Film Festival.   [2025-02-08] （美国英语）.
16. ↑  . ガジェット通信 GetNews. 2023-03-28  [2025-02-08] （日语）.
17. ↑  . Arata Mori.   [2025-02-08] （日语）.
18. ↑  . www.upmedia.mg.   [2025-02-08].
19. ↑  . hkfeature.com.   [2025-02-08].

### 書籍
- König, Carla. . The Perspective Magazine (Issuu).
- Zoll, Andrew. . The Perspective Magazine (Issuu).
- 中森, 弘樹.  [Positioning the Concept of Missing : Focusing on the Recent Studies on Missing and Their Points of View]. 社会システム研究. 27 March 2018, 21: 191–206. doi:10.14989/230660 . hdl:2433/230660  （日语）.
- Wellnitz, Philippe.  [The disappeared of Japan in contemporary French-speaking literature About the Evaporés by Thomas B. Reverdy and the Japanese Eclipses by Eric Faye]. Alternative Francophone. 13 April 2021, 2 (9): 40–55. doi:10.29173/af29428  （法语）.